# Перего, Жанна
Жанна Перего (итал. Jeanne Perego, род. 26 декабря 1958, Милан) — итальянская журналистка и писательница. Пишет книги для детей и подростков, об искусстве, зелёном и культурном туризме. Она работала для многих итальянских газет и журналов, таких как Il tirreno, L’Eco di Bergamo, La Provincia di Como/Weekend, Topolino, Madre, Carnet, Dove e Giardinaggio. Половину года она живёт в Тоскане, а другую половину — в Баварии.
Она известна во всём мире как автор книги «Йозеф и Чико», оригинальной биографии Папы Бенедикта XVI. Это переведённый на 13 языков сборник рассказов о жизни Йозефа Ратцингера, его происхождении и его стремлении учиться и работать. Это оригинальная биография, поскольку рассказчиком является Чико, кот, принадлежавший соседям Йозефа Ратцингера в Пентлинге, Бавария. Введение написал Георг Генсвайн, личный секретарь Бенедикта XVI. Книга переведена на 13 языков, от английского до польского, включая монегаскский.
Во второй книге «Макс и Бенедикт» одинокий воробей, живущий на стенах Ватикана, повествует о повседневной жизни преемника Святого Петра. Эта книга также была переведена на другие языки, например английский и норвежский.